# Ust-Bargusin
Ust-Bargusin (russisch Усть-Баргузин; burjatisch Баргажанай-Адаг, Bagaschanai-Adag) ist eine Siedlung städtischen Typs in der südsibirischen Republik Burjatien (Russland) mit 7173 Einwohnern (Stand 14. Oktober 2010).
Bei der Siedlung mündet der durch ein weites Tal östlich des Bargusin-Gebirges fließende Bargusin in den Baikalsee. Ust-Bargusin bildet eine Stadtgemeinde (gorodskoje posselenije), zu der neben der städtischen Siedlung noch die im Umkreis von über 50 km liegenden Dörfer Gussicha, Katun und Maximicha sowie ländlichen Siedlungen Kurbulik, Monachowo, Swjatoi Nos, Tschiwyrkui und Uschkanji Ostrowa gehören.

## Bevölkerungsentwicklung
| Jahr | Einwohner |
| ---- | --------- |
| 1939 | 2789      |
| 1959 | 8132      |
| 1970 | 6504      |
| 1979 | 7338      |
| 1989 | 7204      |
| 2002 | 7329      |
| 2010 | 7173      |

Anmerkung: Volkszählungsdaten

## Persönlichkeiten
- Ruslan Faifer (* 1991), Boxer im Cruisergewicht

## Einzelnachweise

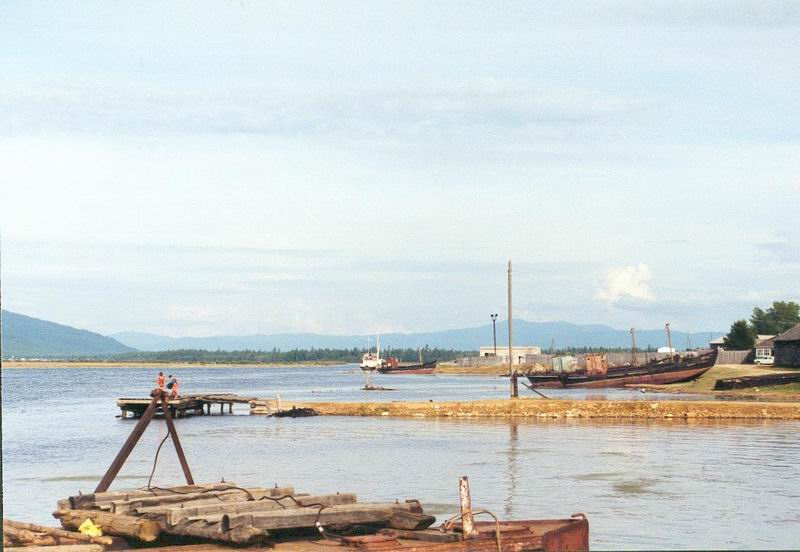
Mündung des Bargusin